# جان بری (تنیس)
جان بری (انگلیسی: John Barry؛ زادهٔ ۱۰ دسامبر ۱۹۲۸) یک تنیس‌باز اهل نیوزیلند است.